# Richard Avenarius

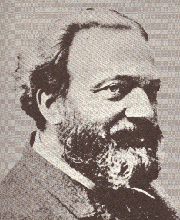
Richard Avenarius.

Richard Avenarius, född 19 november 1843 i Paris, död 18 augusti 1896, var en tysk filosof.
Avenarus var professor i Zürich, och en av företrädarna för den logiskt inriktade erfarenhetsfilosofin. Sin åskåding betecknade Avenarius som "empiriokriticism", under avböjande av alla former av animism, materialism, dualism och rationalism ville han återställa det naturliga världsbegreppet och bana väg för en "allomfattande funktionell monism", vilken antar en för alla medvetanden gemensam yttervärld och ett funktionellt samband mellan den "oavhängiga vitalräckan" eller den längre eller kortare följd av tillstånd, varigenom en retad gangliegrupp i hjärnan återvinner sin näringsjämvikt, och den avhängiga vitalräckan eller medvetenhetstillstånden.